# Cryptandra exilis
Cryptandra exilis là một loài thực vật có hoa trong họ Táo. Loài này được D.I.Morris mô tả khoa học đầu tiên năm 1991.